# Butterblumengarten

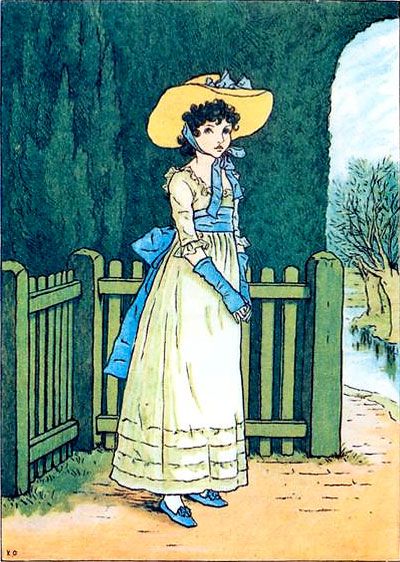
Illustration zum Reim Susan Blue in der Originalausgabe von 1885

Butterblumengarten (englischer Originaltitel Marigold Garden) ist ein Bilderbuch mit 51 Kinderreimen der englischen Aquarellmalerin und Illustratorin Kate Greenaway, das im Jahr 1885 beim Verlag Routledge veröffentlicht wurde. Die deutsche Erstausgabe mit einer Übersetzung von Elisabeth Borchers erschien 1974 beim Insel Verlag.

## Inhalt
Die 51 Kinderreime wie beispielsweise Die Hochzeitsglocken (The Wedding Bells) sind ihren Lesern gewidmet: Kleinen Mädchen und Jungen, die das Wundern noch nicht verlernt haben. Die Gedichte sind geprägt von Wohlfühl-Adjektiven wie süß, glücklich, sanft, gütig, froh und behandeln idyllische Themen, in denen sich jede Menge artiger Kinder, Babys, Blumen, Tänze und Teekränzchen tummeln. Im Vordergrund stehen jedoch nicht so sehr die Texte, sondern Greenaways Illustrationen. So sind beispielsweise Verse von Treppenstufen eingerahmt, auf denen kleine Mädchen herumklettern. Oder im Gedicht The Cats Have Come To Tea kommen die 13 Katzen, die Dorothee besuchen, aus allen Richtungen.

## Rezeption
Wendy Osgerby schreibt in ihrer Rezension: „Auch wenn die Verse inhaltlich nicht überragend sind, überzeugen doch die frischen, wunderschönen Illustrationen. Wie zum Beispiel ‚Paula, Peggy und der kleine Andree‘ brav in Sonntagskleidern auf einem roten ‚Kanapee‘ sitzen, ist von den Portraits von Reynolds und Gainsborough beeinflusst. Bei der Gestaltung der Buchseiten ist Greenaway häufig sehr einfallsreich.“ Das Time Magazine schreibt 1947 in dem Artikel ‚The Good Old Drawings‘: „Kate Greenaways ernste kleine Aquarelle für Am Fenster (englischer Originaltitel Under the Window) und Butterblumengarten sind für Kinderaugen immer noch so modern, wie sie es waren, als der Kritiker John Ruskin in Oxford eine Vorlesung über "Den Platz Kate Greenaways in der zeitgemäßen Kunst" hielt.“

## Referenzen

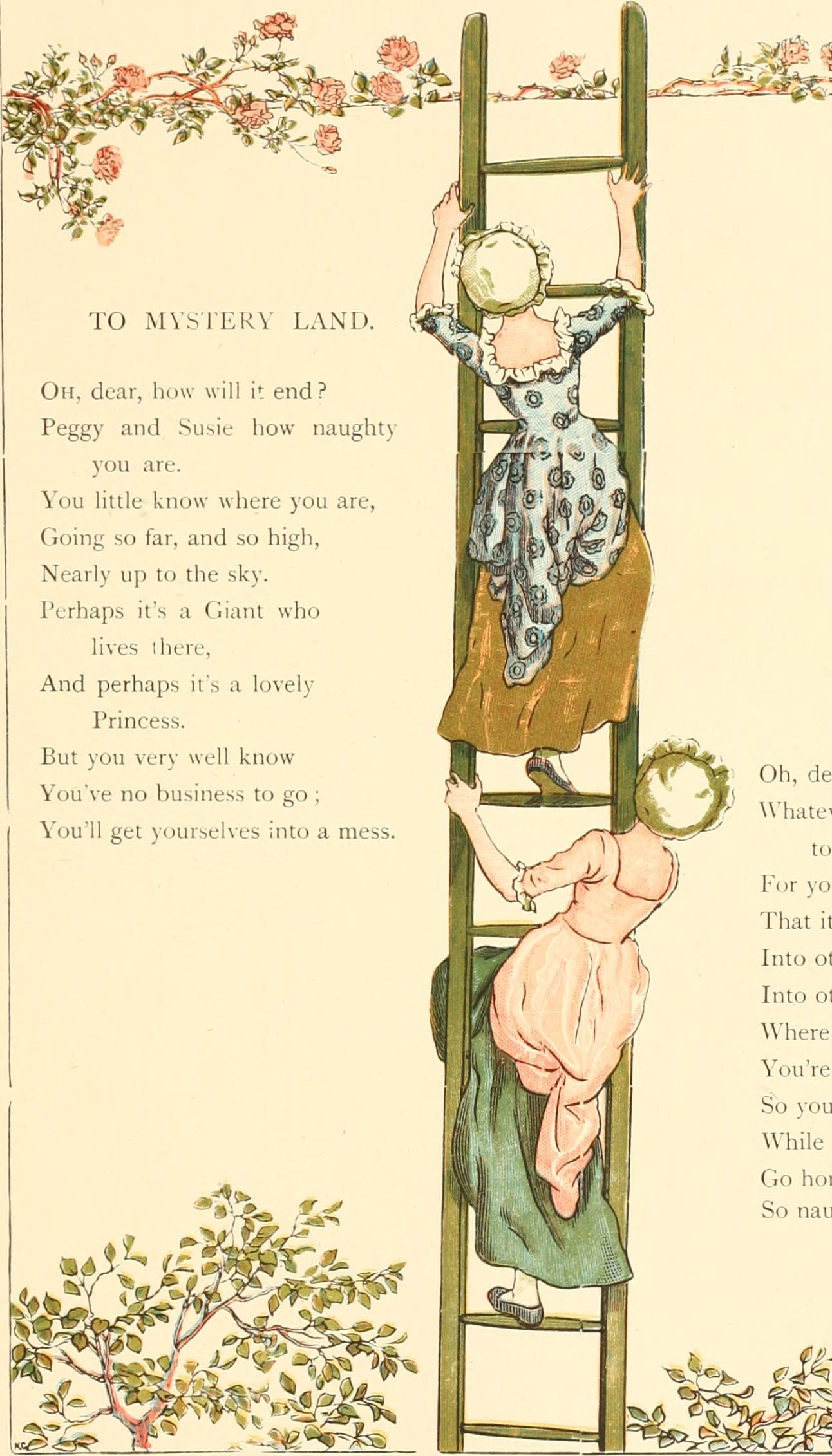
Illustration zum Reim To Mystery Land in der Originalausgabe von 1885

Butterblumengarten ist in dem literarischen Nachschlagewerk 1001 Kinder- und Jugendbücher – Lies uns, bevor Du erwachsen bist! für die Altersstufe 3+ Jahre enthalten.

## Ausgaben
- Marigold Garden. Routledge, GB 1885 (englisch).
- Butterblumengarten. Insel-Verlag, 1974.